# Spoorlijn aansluiting Unterelbe - Hamburg Unterelbe Seehafen
De spoorlijn aansluiting Unterelbe - Hamburg Unterelbe Seehafen is een Duitse spoorlijn in Hamburg en is als spoorlijn 1252 onder beheer van DB Netze. 

## Geschiedenis
Het traject werd door de Preußische Staatseisenbahnen geopend in 1909.  

## Treindiensten
De lijn is alleen in gebruik voor goederenvervoer.

## Aansluitingen
In de volgende plaatsen is of was er een aansluiting op de volgende spoorlijnen:
aansluiting Unterelbe
DB 1720, spoorlijn tussen Lehrte en Cuxhaven
Hamburg Unterelbe Seehafen
DB 1258, spoorlijn tussen Hamburg Unterelbe Seehafen en Hamburg Unterelbe Lotsehafen

## Elektrificatie
Het traject werd in 1977 geëlektrificeerd met een wisselspanning van 15.000 volt 16 2/3 Hz.